# ケクチ語
ケクチ語（ケクチご、Qʼeqchiʼ、Kekchi）は、グアテマラおよびベリーズのケクチ族によって話される言語。マヤ語族の大キチェ語群に属する。現在はマヤ高地と低地の両方に広がり、その面積はグアテマラ先住民の言語で最大である。

## 概要
ケクチ語は本来グアテマラ高地北東部のアルタ・ベラパス県の一部で話される言語だったが、1870年代以降の自由主義的改革によって成立したコーヒーのプランテーション農場の労働者としてケクチ族は広い地域に住むようになった。その後マラリアの克服にともなってさらに居住地を拡大した。現在ではアルタ・ベラパス県とバハ・ベラパス県の一部、キチェ県、ペテン県南部、イサバル県、さらにベリーズ（主に南方のトレド州）でも話される。
グアテマラではキチェ語につぐ人口を持ち、2002年の国勢調査ではケクチ語を話す3歳以上の人口は71万6千人だった。ベリーズでは2000年の国勢調査によれば1万2千人が話すとされている。
ベラパスではケクチ語はリングワ・フランカとしてラディーノやポコムチ語話者がしばしば第二言語として使用する。アルタ・ベラパス県のTucurúやSenahúではかつてポコムチ語が話されていたが、ケクチ語がとってかわった。

## 方言
東部と西部の2つの方言に大別されるが、方言差はキチェ語やマム語ほど大きくない。西部方言に属するコバンとその周辺はプランテーションの中心地として発達したために他の方言を圧倒し、若い世代が純粋な東部方言を話すことは少ない。
東部方言にはチョル語群との言語接触の影響が指摘されている。

## 音声
子音は以下のものがある。
|        | 両唇音 | 歯茎音 | 後部歯茎音 | 硬口蓋音 | 軟口蓋音 | 口蓋垂音 | 声門音 |
| ------ | ------ | ------ | ---------- | -------- | -------- | -------- | ------ |
| 破裂音 | p bʼ   | t tʼ   |            |          | k kʼ     | q qʼ     | ʼ      |
| 破擦音 |        | tz tzʼ | ch chʼ     |          |          |          |        |
| 摩擦音 |        | s      | x          |          |          | j        | h      |
| 鼻音   | m      | n      |            |          |          |          |        |
| 流音   |        | l r    |            |          |          |          |        |
| 半母音 | w      |        |            | y        |          |          |        |

ほかのマヤ語と同様に破裂音・破擦音に喉頭化子音が存在する。喉頭化子音は通常放出音だが、bʼは入破音、qʼは方言により放出音または入破音として発音される。共鳴音(m n l r w y)は音節末では部分的に無声化する。鼻音の無声化は珍しい。
母音の前で接近音が硬音化する現象が見られる。winq [ᵏwiŋqʰ] 「男」、yuʼam [ᵗjuʔam]「命」など。しかしこれは西部方言だけで東部方言ではその現象は見られない。東部方言では t が母音の前で破擦音化し、語末のbʼが無音化しているが、西部方言ではこの現象は見られない。一部の方言では tz /ts/ が摩擦音になっている。
ケクチ語はキチェ語群の諸言語と異なり、j /χ/ と h を区別する。マヤ祖語の *nh /ŋ/ はケクチ語では h になっている。
| 意味      | ケクチ語 | キチェ語 | マヤ祖語 |
| --------- | -------- | -------- | -------- |
| 1（数の） | jun      | jun      | *juun    |
| 水        | ha’      | ja’      | *ha’     |
| 雨        | hab’     | jab’     | *nhab’   |

母音は短母音 a e i o u と長母音 aa ee ii oo uu の区別がある。長短の区別のないカクチケル語が強勢のある音を長く発音するのに対し、ケクチ語では強勢は主に音の高さによって表され、長さは変化しないとする研究がある。
強勢は語の最後の音節に置かれる。

## 文法
ほかのマヤ語族の言語と同様、ケクチ語は能格言語であり、人称接辞にはA型（能格）とB型（絶対格）がある。人称接辞は動詞に加えるほか、名詞にA型の人称接辞を加えることで所有構文の被所有物を示すことができる。またB型の人称接辞は非動詞述語文の主語を示すのにも使われる。
動詞語根はすべて単音節で(C)VCの形をしている。語根はそのままか、派生接尾辞を加えることで語幹になる。語幹には人称接辞とTAM（時制・相・法）の屈折接辞を加える必要がある。他動詞ではA型人称接辞で行為者が、B型人称接辞で動作の受け手が示される。自動詞ではB型人称接辞で主語が示される。ほかに動作の方向などを表す接辞を加えることもできる。受動態と逆受動態がある。
ほかのマヤ語と同様に数詞には数分類詞（助数詞）が加えられる。また関係名詞と前置詞を組み合わせた表現がある。マヤ語に特徴的な位置語根は、派生接辞を加えることで他動詞・自動詞・名詞・形容詞の語幹が作られる。
ケクチ語はVOS型言語である。